# Tetranychus obsequiosus
Tetranychus obsequiosus är en spindeldjursart som beskrevs av Tseng 1990. Tetranychus obsequiosus ingår i släktet Tetranychus och familjen Tetranychidae. Inga underarter finns listade i Catalogue of Life.